# واردیتر فلکیان
واردیتر فلکیان (ارمنی: Վարդիթեր Ֆելեկյան؛  ۱۸۶۹ – ۱۹۵۲) یک بازیگر اهل ارمنستان بود. وی بین سال‌های - تا - میلادی فعالیت می‌کرد.

## زندگی‌نامه
وی در ۱۸۶۹ در کنستانتینوپل به دنیا آمد . وی خواهر ماری-هرانوش فلکیان بود.   وی در ۱۹۵۲ در سن ۸۳ سالگی در استانبول درگذشت.